# Lac du Gabiet
Le lac du Gabiet (en Greschòneytitsch, Gabietsé ; en allemand, Gabietsee) se trouve sur la commune valdôtaine de Gressoney-La-Trinité, au lieu-dit Gabiethéttò, à 2 373 mètres d'altitude, dans la haute Vallée du Lys.

## Histoire
Le lac du Gabiet est un lac artificiel formé par un barrage construit entre 1919 et 1922 pour alimenter la central hydroélectrique CVE de Gressoney-La-Trinité, située dans la localité Obre Edelboden, qui produit 14,5 GWh/an.

## Accès
L'accès se fait par la télécabine au départ du hameau Stafal jusqu'au lieu-dit Lyshéttò, qui se trouve à côté du lac.